# Xu Yifan
Xu Yifan (Tianjin, 8 de Agosto de 1988) é uma tenista profissional chinesa.

## WTA e WTA 125 Series Finais

### Duplas: 5 (2–3)
| Legenda                                      |
| -------------------------------------------- |
| Grand Slam (0–0)                             |
| WTA Tour (0–0)                               |
| Tier I / Premier Mandatory & Premier 5 (0–0) |
| Tier II / Premier (0–2)                      |
| Tier III, IV & V / International (1–0)       |
| WTA 125s torneios (1–1)                      |

| Posição | N. | Data             | Torneio              | Piso | Parceira      | Oponentes                                  | Placar        |
| ------- | -- | ---------------- | -------------------- | ---- | ------------- | ------------------------------------------ | ------------- |
| Vice    | 1. | 23 Setembro 2007 | Beijing, China       | Duro | Han Xinyun    | Chuang Chia-jung Hsieh Su-wei              | 6–7(3), 3–6   |
| Vice    | 2. | 28 Setembro 2008 | Beijing, China       | Duro | Han Xinyun    | Anabel Medina Garrigues Caroline Wozniacki | 1–6, 3–6      |
| Campeã  | 1. | 22 Setembro 2013 | Seoul, Coréia do Sul | Duro | Chan Chin-wei | Raquel Kops-Jones Abigail Spears           | 7–5, 6–3      |
| Campeã  | 2. | 3 Novembro 2013  | Nanjing, China       | Duro | Misaki Doi    | Zhang Shuai Yaroslava Shvedova             | 6–1, 6–4      |
| Vice    | 3. | 27 Julho 2014    | Nanchang, China      | Duro | Chan Chin-wei | Junri Namigata Chuang Chia-jung            | 6–7(4–7), 3–6 |